# Christiane Harzendorf
Christiane Harzendorf, född den 28 december 1967 i Borna i Tyskland, är en tysk roddare.
Hon tog OS-brons i fyra utan styrman i samband med de olympiska roddtävlingarna 1992 i Barcelona.